# Ángel Rosa
Ángel Roberto Rosa Clemente (Río Piedras, 29 luglio 1984) è un ex cestista portoricano.

## Carriera
Con Porto Rico ha disputato i Campionati centramericani del 2008.